# NGC 5762
NGC 5762 é uma galáxia espiral (S?) localizada na direcção da constelação de Boötes. Possui uma declinação de +12° 27' 26" e uma ascensão recta de 14 horas, 48 minutos e 42,6 segundos.
A galáxia NGC 5762 foi descoberta em 22 de Maio de 1886 por Lewis A. Swift.